# Белінешть
Белінешть, Белінешті (рум. Bălinești) — село у повіті Сучава в Румунії. Входить до складу комуни Гремешть.
Село розташоване на відстані 385 км на північ від Бухареста, 28 км на північ від Сучави, 135 км на північний захід від Ясс.

## Населення
За даними перепису населення 2002 року у селі проживала 551 особа, з них 550 осіб (99,8%) румунів. Усі жителі села рідною мовою назвали румунську.